# 선양 군구
선양 군구(瀋陽軍區)는 랴오닝성 선양시를 중심으로 헤이룽장성, 지린성, 랴오닝성을 책임 지역으로 삼고 있는 중국 인민해방군의 군구였다. 선양 군구는 북한과 러시아 연방 국경과 맞닿았다.
2016년 7개 군구들이 5대 전구 체제로 개편되면서 내몽골 지역, 지난 군구와 함께 북부전구로 편입되었다.

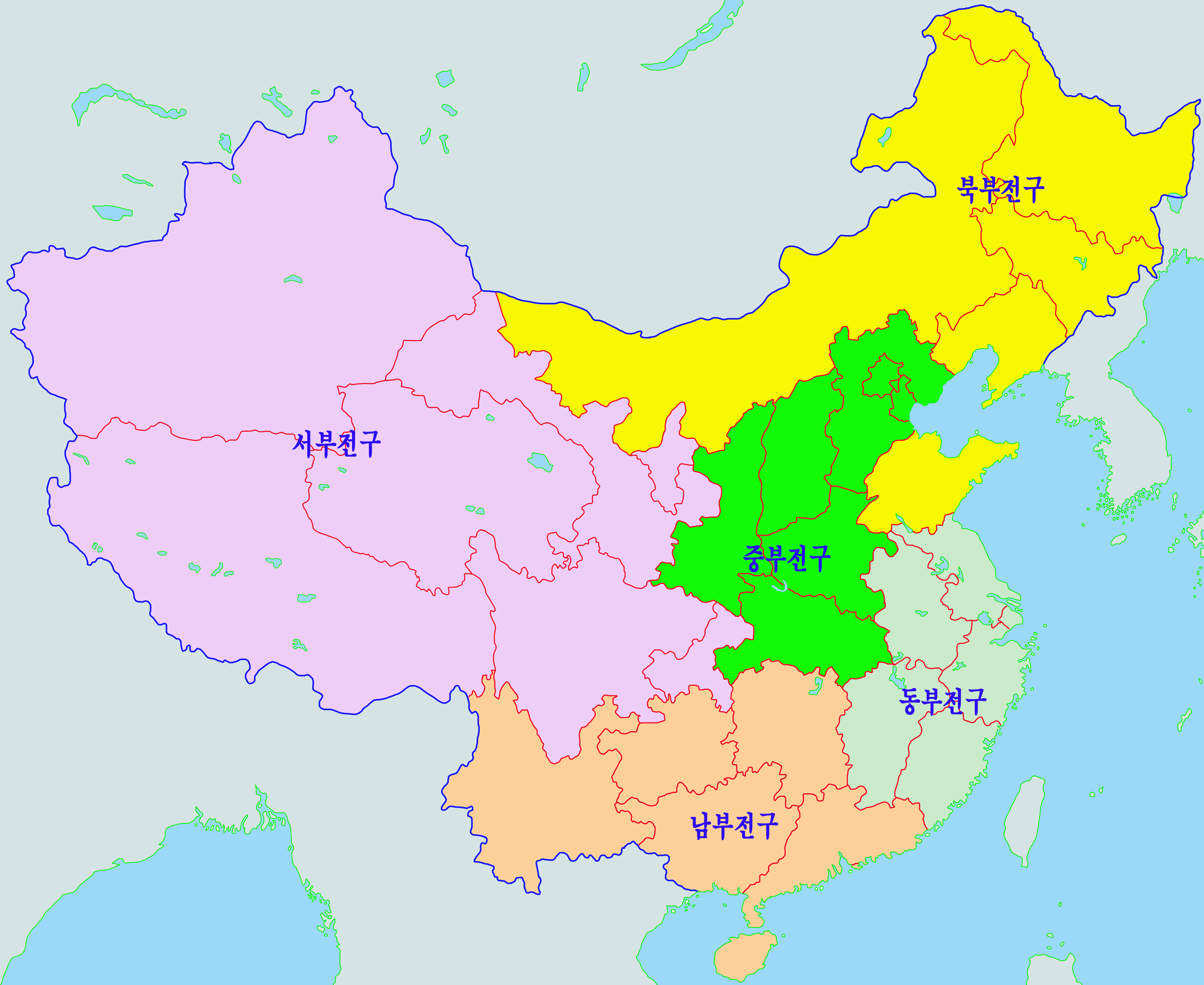
2016년 개편된 중국 인민해방군 5대 전구

## 사령부
- 사령관: 王教成
- 정치위원: 褚益民

## 편성

### 성급군구
- 랴오닝성 성급군구(遼寧省 省級軍區)
  - 제191여단(第191旅團)
- 지린성 성급군구(吉林省 省級軍區)
- 헤이룽장성 성급군구(黑龍江省 省級軍區)

### 육군
- 제78집단군(第16集團軍)/81021부대 - 지린성 창춘시 (구 제16집단군)
  - 제46보병사단(第46歩兵師團)
  - 제48보병여단(第48歩兵旅團)
  - 제69보병사단(第69歩兵師團)
  - 제4장갑사단(第4装甲師團)
  - 제21포병사단(第21砲兵師團)
  - 대전차보병여단(對戰車歩兵旅團)
  - 통신연대(通信聯隊)
  - 공정병연대(工程兵聯隊)
  - 화생방대대(防化大隊)
- 제79집단군(第39集團軍)/81043부대 - 랴오닝성 랴오양 (구 제39집단군)
  - 제115보병사단(第115歩兵師團)
  - 제116기계화보병사단(第116機械化歩兵師團)
  - 제190기계화보병사단(第190機械化歩兵師團)
  - 제3장갑여단(第3装甲師團)
  - 방공여단(防空旅團)
  - 포병여단(砲兵旅團)
  - 공병여단(工兵旅團)
  - 육군항공 제9연대(陸軍航空隊第9聯隊)
  - 화생방연대(化学防護聯隊)
  - 부교연대(舟桥聯隊)
  - 통신연대(通信聯隊)
  - 전자대반응단(電子對抗分聯隊)
  - 특수병대대(特殊兵大隊)
- 제40집단군(第40集團軍)/81054부대 - 라오닝성 진저우시 (해체)
  - 제118보병여단(第118歩兵旅團)
  - 제119보병여단(第119歩兵旅團)
  - 제192보병여단(第191歩兵旅團)
  - 제5장갑여단(第5装甲旅團)
  - 제7포병여단(第7砲兵旅團)
  - 방공포여단(防空砲兵旅團)

### 공군
- 제1항공사단[(第1航空師團) 전투기
- 제4항공사단(第4航空師團) 전투기
- 제11항공사단(第11航空師團) 공격기
- 제21항공사단(第21航空師團) 전투기
- 제30항공사단(第30航空師團) 전투기

### 무장경찰대
- 무장경찰 제117사단(武装警察第117師團)
- 무장경찰 제120사단(武装警察第120師團)

## 같이 보기
- 북부전구
- 중부전구
- 베이징 군구
- 지난 군구